# Топливный бак

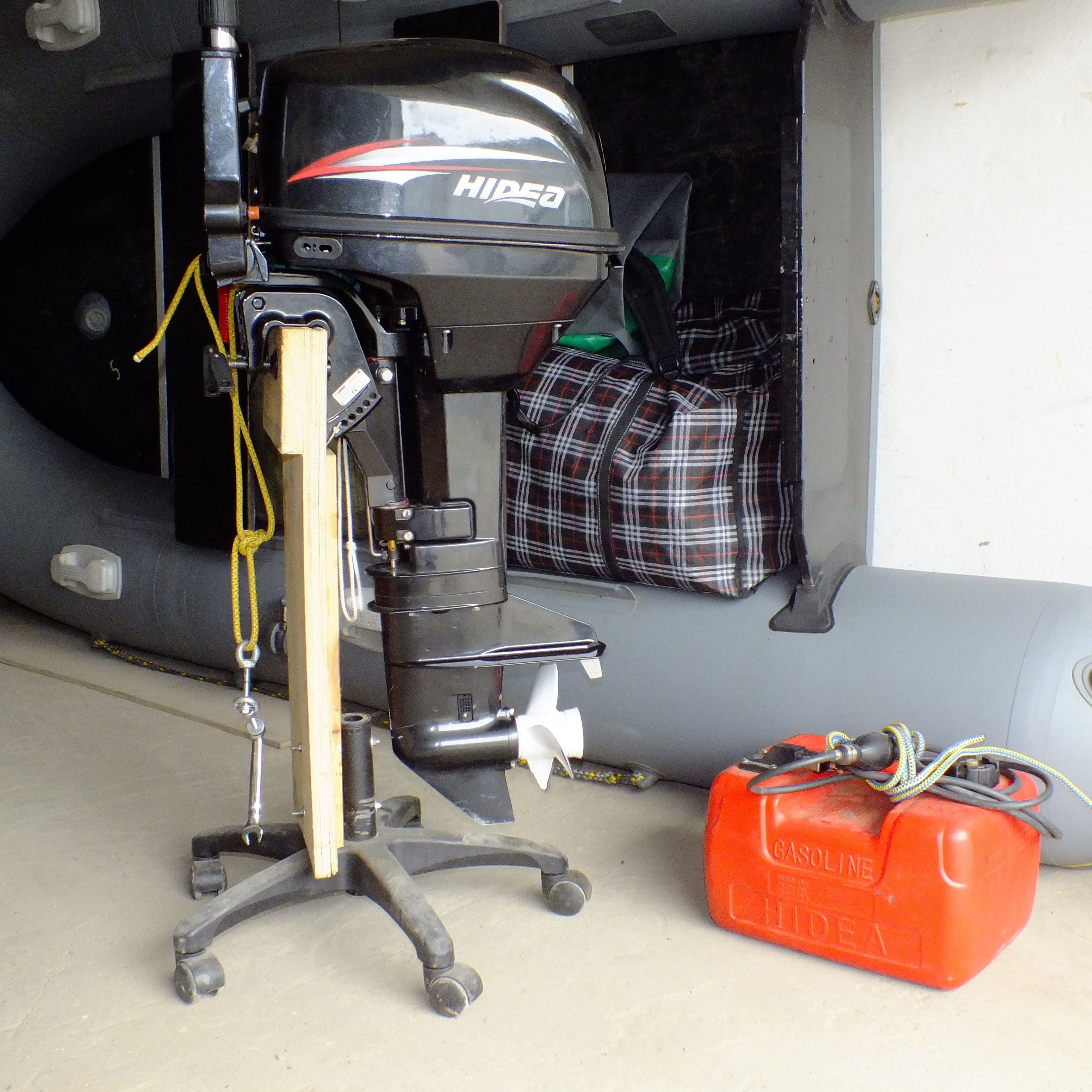
Подвесной лодочный мотор и идущий в комплекте к нему топливный бак

То́пливный бак (бензоба́к) — ёмкость для хранения запаса жидкого топлива (бензин, керосин, дизельное топливо) непосредственно на борту транспортного средства или технического устройства, получающего энергию от жидкотопливного двигателя внутреннего сгорания. Также топливные баки (ёмкости) для дизельного топлива используются в системах автономного отопления — для обеспечения топливом дизельных отопительных котлов.

## Устройство

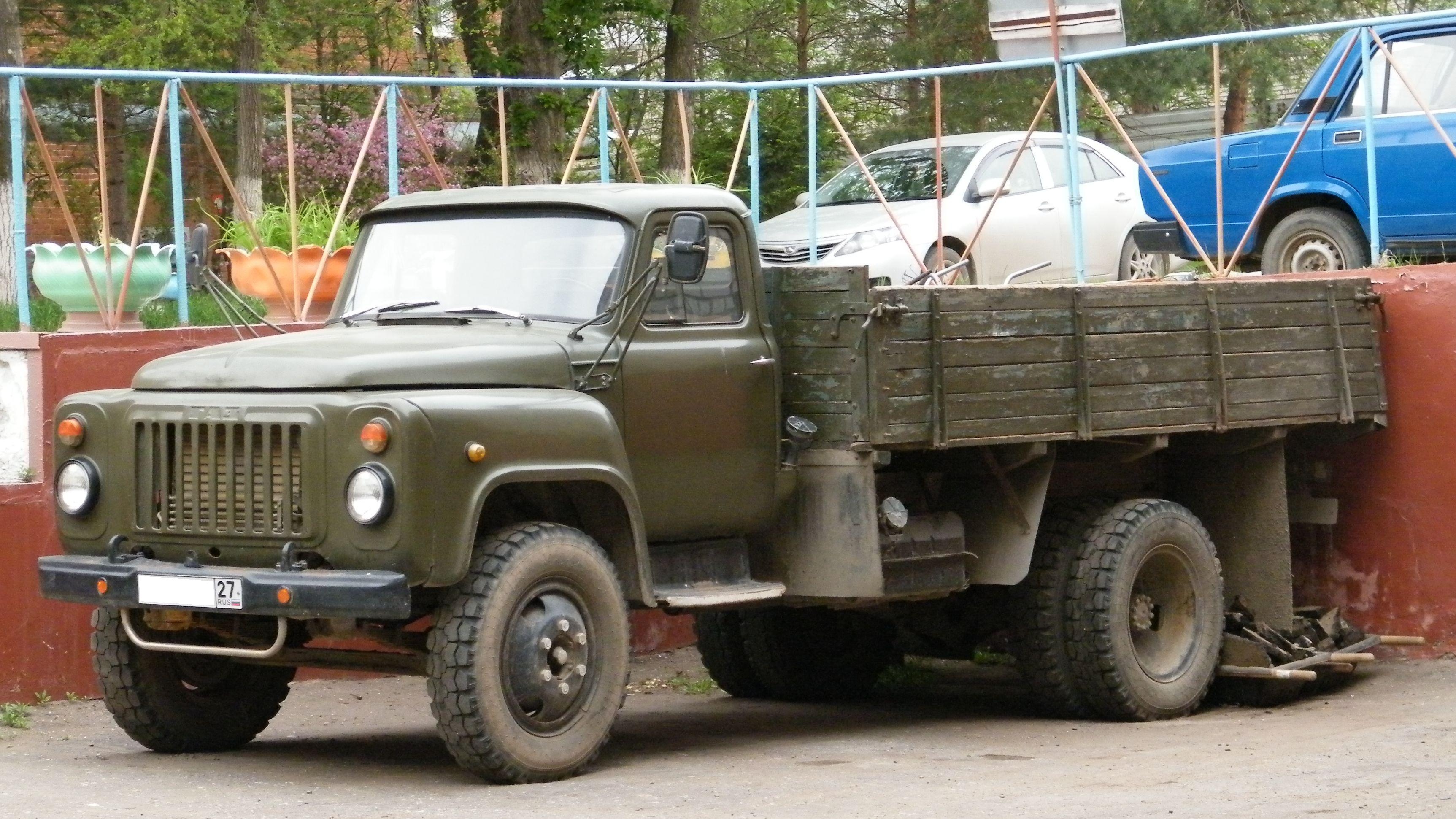
Грузовой автомобиль ГАЗ-53 имеет два топливных бака: на раме под грузовой платформой и под кабиной, видны заправочные горловины.

Топливный бак, установленный на борту транспортного средства, состоит из герметичного корпуса с имеющейся на его поверхности заливной горловиной, снабжённой запорной крышкой. Также на корпусе топливного бака в случае необходимости располагается отверстие для введения датчиков контроля уровня топлива, или его давления. Топливные баки также могут иметь сливное отверстие, снабжаемое запорной пробкой или краником (например, на тепловозах).
Баки, используемые для обеспечения отопительных котлов, представляют собой герметичные пластиковые ёмкости сферической, кубической или прямоугольной формы, имеющие входное отверстие в верхней части, объёмом 500, 750, 800, 1000, 1100, 1500, 2000 литров (возможны и другие размеры, указанные являются наиболее востребованными).
Бак соединяется с отопительным котлом медной трубой при помощи специального фиксирующего пакета, состоящего из прибора для измерения уровня топлива в баке, шланга с топливозаборником, аэратора и деталей крепежа. В систему обеспечения топливом одного котла может входить несколько топливных баков разной ёмкости, которые соединяются между собой посредством дополнительных фиксирующих пакетов.

## В авиации

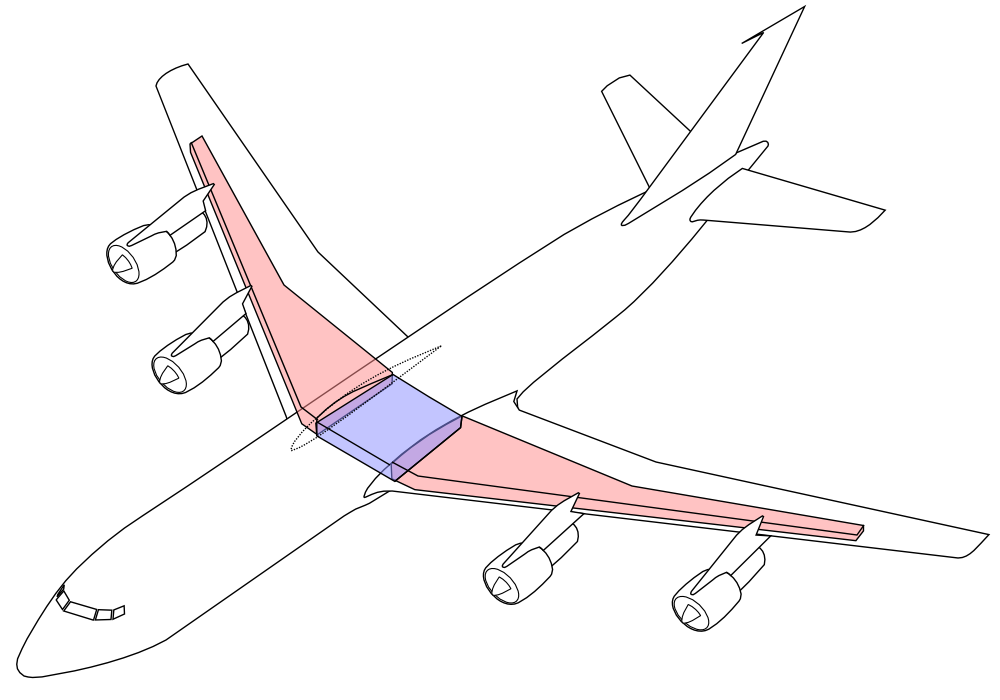
Схема расположения топливных баков современного пассажирского лайнера

В качестве горючего в турбореактивных и турбовинтовых двигателях самолётов и вертолётов обычно применяют авиакеросин с различными присадками. В легкомоторной авиации с поршневыми двигателями используется высокооктановый бензин.
В современных летательных аппаратах широко применяются кессон-баки, представляющие собой герметичные полости в крыле, киле или стабилизаторе и мягкие резиновые баки. Иногда применяются довольно сложные конструкции под названием — бак-отсек, выполняющие роль силовых элементов, отсеков для оборудования и одновременно являющиеся ёмкостями для топлива.
На манёвренных самолётах, например, истребителях крыльевые кессон-баки часто заполняются губчатой массой (типа поролона), для предотвращения переливания топлива при эволюциях самолёта. Также губчатый наполнитель предотвращает взрыв паров топлива при повреждениях и прострелах.
Топливная система большого воздушного судна обычно состоит из групп баков, со встроенными погружными топливными насосами. Все баки соединяются между собой системой трубопроводов с электрическими кранами, обеспечивающими тот или иной порядок расхода топлива. Так как для самолёта критически важен уровень центровки, то топливо вырабатывается по заданной программе, поддерживая полётную центровку самолёта в заданных пределах. Обычно топливо подаётся к двигателям в течение всего полёта из расходных баков, а топливо из остальных баков перекачивается в расходные баки, в соответствии с программой расхода топлива. Кроме этого, манёвренные самолёты в топливной системе имеют специальный бак (или полость в баке), предназначенный для питания двигателей при отрицательной продольной перегрузке (при выполнении фигур пилотажа). Также все топливные баки самолёта имеют систему дренажа и наддува.
Заправка топливом может выполняться вручную с помощью раздаточного пистолета через верхние заливные горловины баков, или через горловину централизованной заправки под давлением.  В первом случае топливо заливается в строгой очерёдности, чтобы не нарушалась центровка самолёта и самолёт просто не упал на хвост. При централизованной заправке топливо подаётся под давлением от аэродромного топливозаправщика (ТЗ) или от стационарной централизованной системы заправки (ЦЗТ) под давлением через заливную горловину и автоматически (по программе) распределяется по бакам.  Для этой цели на борту ВС устанавливаются различные электронные системы заправки, измерения, расхода и центровки.
Пистолетная заправка в настоящее время осталась только на небольших самолётах и вертолётах. В основном применяется централизованная система заправки.

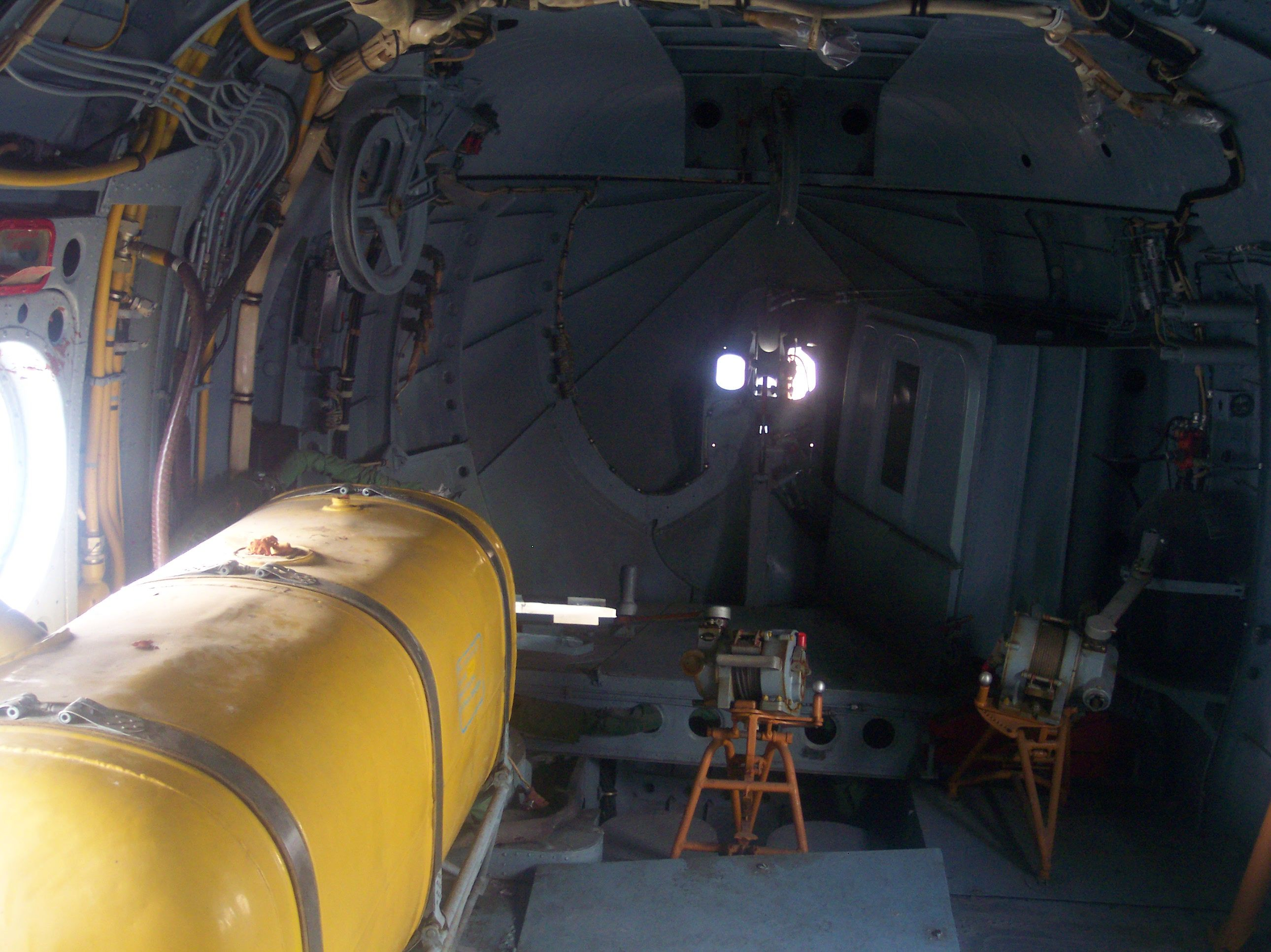
Дополнительный топливный бак в грузовой кабине вертолёта Ми-14

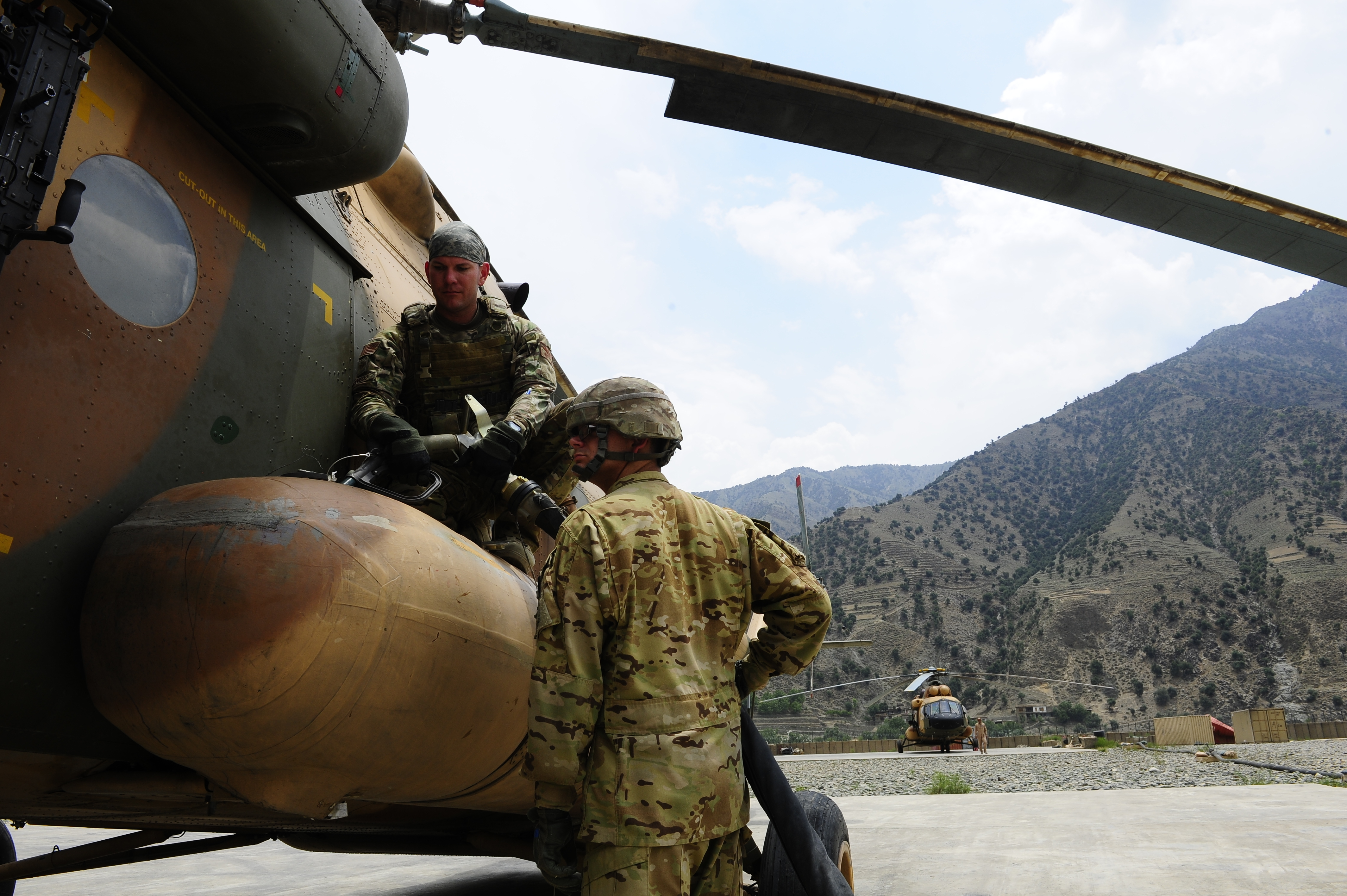
Пистолетная заправка топливом вертолёта Ми-17 американским техником в Афганистане. Два топливных бака этого вертолёта расположены снаружи фюзеляжа по бортам

Часть аппаратов военного назначения имеют возможности дозаправки топливом в полёте, с целью которой устанавливаются топливоприёмники различной конструкции. Топливо при воздушной дозаправке распределяется по бакам также, как и при наземной заправке.
Все баки в самолёте имеют сливные горловины. После каждой заправки топливом в обязательном порядке из каждого бака выполняется так называемый слив отстоя — некоторого количества топлива из нижней части бака, для проверки на наличие воды и механических примесей (которых, естественно, быть не должно).
Для аварийного слива топлива из баков в полёте предусматриваются различные системы. Топливо сливается для облегчения самолёта перед вынужденной (аварийной) посадкой, если она становится необходимой вскоре после взлёта, поскольку максимальный допустимый посадочный вес (в соответствии с требованиями к прочности конструкции планера) обычно несколько меньше взлётного веса самолёта.
Для повышения дальности полёта на военных самолётах иногда применяются подвесные (сбрасываемые в полёте после выработки из них топлива) топливные баки обтекаемой формы, расположенные на внешней подвеске. Иногда при перегонке машины применяются дополнительные баки, установленные в грузоотсеке вместо штатного ракетно-бомбового вооружения самолёта.

### Безопасность
В военной авиации со Второй мировой войны применяются протектирование бензобаков.
Военные самолёты (иногда и пассажирские) имеют систему заполнения баков нейтральным газом — газообразным азотом или углекислотой, по мере выработки топлива, что предотвращает взрывы и пожары на борту при механических повреждениях (или при попадании в топливные баки снарядов). В поршневой авиации времён Второй мировой войны для этой цели использовали охлаждённые выхлопные газы, забираемые из выхлопного коллектора мотора.
На современных легковых автомобилях топливный бак размещается вне салона в зоне, подверженной наименьшей деформации при ДТП, обычно это пространство в пределах базы под задним сиденьем при несущем кузове или в этой же зоне между лонжеронами рамы при рамной конструкции. В прошлом ошибки в расположении топливного бака становились причиной проблем с пассивной безопасностью.